# 箭板镇
箭板镇，是中华人民共和国四川省乐山市沐川县下辖的一个乡镇级行政单位。位于沐川县东，处于沐川、宜宾、犍为三县交界处，东接宜宾市，北接犍为县，镇政府所在地距县城42公里。箭板镇处于岷江支流箭板河（亦称龙溪河）畔。2015年人口11129人。箭板镇的顺河古街于2014年列入第三批“中国传统村落”名录。

## 历史沿革
原名马草乡，1942年为箭板乡，1951年分出箭板、马田两乡。1953年，犍为县的五星乡划入沐川县，1956年五星乡及马田乡并入箭板乡。1992年，新建乡并入。1995年，改箭板乡为箭板镇。
一般认为该集镇形成始于唐宋或更早，以王爷庙为中心。因其地处于岷江支流箭板河（亦称龙溪河）畔，东至岷江仅9公里，因此水运交通便利，故而形成集镇。

## 行政区划
箭板镇下辖以下地区：
马湖社区、福田村、五星村、中和村、安乐村、尹安村、久和村、庆元村和行路村。